# Liconadina
Las liconadinas son alcaloides derivados de piperidinas lisínicas, aisladas de Lycopodium complanatum.

## Síntesis
Beshore, West y Nishimura desarrollaron la síntesis de las liconadinas.